# Joseph Kosinski

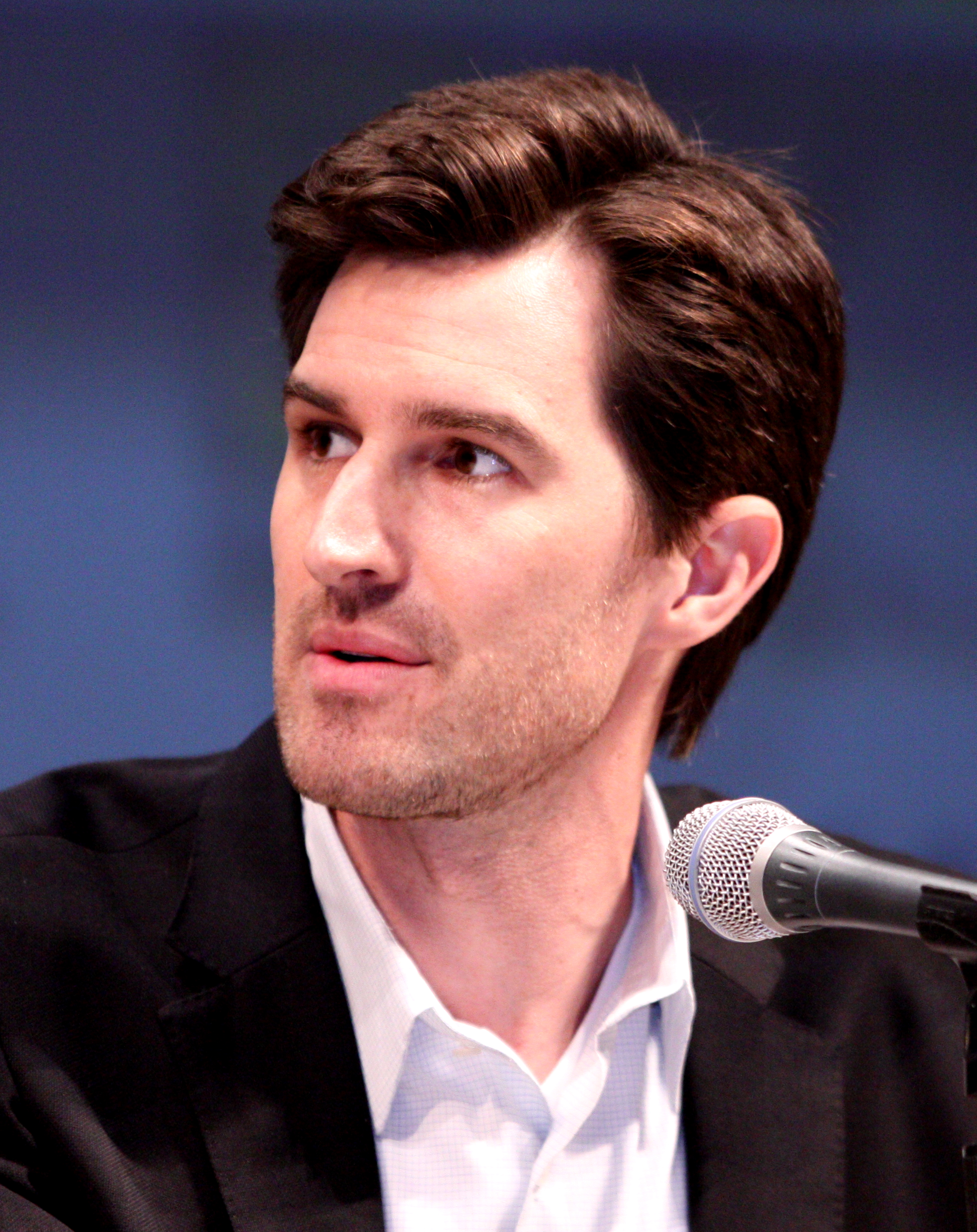
Joseph Kosinski auf der Comic-Con 2010

Joseph Kosinski (* 3. Mai 1974) ist ein US-amerikanischer Regisseur.

## Leben
Kosinski wuchs von 1979 bis 1992 in Marshalltown, Iowa, auf.
Nach Abschluss der Schule studierte er Maschinenbau an der Stanford University, wo ihm ein Professor empfahl, ein Studium der Architektur zu beginnen. Daraufhin wechselte er zur Graduate School of Architecture, Planning and Preservation an der Columbia University.
Ab dem Jahr 2004 führte er Regie bei verschiedenen Werbespots, unter anderem für Nike, Chevrolet, BMW oder Computerspiele wie Halo 3 und Gears of War. Über diese Arbeiten wurde der Filmproduzent Sean Bailey auf ihn aufmerksam und überzeugte Disney, Kosinski einen Teaser für die geplante Fortsetzung des 1982er Science-Fiction-Films Tron produzieren zu lassen. Die Vorführung des TR2N betitelten Kurzfilm auf der Comic Con 2008 erhielt überragende Kritiken. 2010 kam der Spielfilm Tron: Legacy in die Kinos, der zwar für die visuelle Ausgestaltung viel Lob erhielt, aber auch für die dünne Handlung kritisiert wurde. Trotzdem war der Film mit einem weltweiten Box Office von über 400 Mio. US-Dollar finanziell erfolgreich.
Im April 2013 erschien Kosinskis zweiter Spielfilm Oblivion, in dem Tom Cruise und Morgan Freeman die Hauptrollen übernahmen. Das Drehbuch basierte auf einer ab 2005 von Kosinski und Arvid Nelson geplanten, jedoch nicht veröffentlichten Graphic Novel. 2017 wurde sein dritter Film No Way Out – Gegen die Flammen veröffentlicht.
2022 feierte Top Gun: Maverick Premiere, erneut mit Cruise in der Hauptrolle. Mit Einspielergebnisse von 1,2 Milliarden US-Dollar an der weltweiten Box Office, ist es Kosinskis erfolgreichster Film bis dahin.
Ende Juni 2023 wurde Kosinski Mitglied der Academy of Motion Picture Arts and Sciences.

## Filmografie
- 2008: TR2N (Kurzfilm)
- 2010: Tron: Legacy
- 2013: Oblivion
- 2017: No Way Out – Gegen die Flammen (Only the Brave)
- 2022: Top Gun: Maverick
- 2022: Der Spinnenkopf (Spiderhead)
- 2025: F1